# Szkic topograficzny
Szkic topograficzny – plan terenu lub przebytej trasy wykonany bez użycia specjalistycznych narzędzi (do narysowania go wystarcza kompas, linijka, ołówek i kątomierz).
Tworzenie szkicu przebiega dwuetapowo; narysowanie go na kartce poprzedzają badania w terenie.

## Praca w terenie
Należy iść po odcinkach. Ich odległość mierzy się parokrokami. Na każdym zakręcie przy pomocy kompasu wyznacza się azymut na charakterystyczny punkt, taki jak kościół czy słup telegraficzny. Wyniki pomiarów są zapisywane.

## Tworzenie szkicu
Należy przeliczyć odległości w parokrokach na jednostkę długości, najczęściej metry, ustalić skalę i obliczyć długości odcinków na planie. Kierunek północny wypada na górze kartki, zatem azymut 0° biegnie równolegle do jej pionowej krawędzi. Rysowanie polega na przemiennym mierzeniu kątów (azymutu) i nanoszeniu na plan przebytych odcinków trasy (warto zaznaczać charakterystyczne punkty). Jeśli początek drogi pokrywa się z jej końcem, szkic jest łamaną zamkniętą.
Na końcu można nanieść powierzchnie – lasy, łąki, itp.